# Мартинес, Луис (легкоатлет)
Луис Мартинес Сикан (исп. Luis Martínez Sicán; 19 ноября 1966 — 31 января 2022) — гватемальский легкоатлет, специалист по бегу на средние дистанции и марафону. Выступал на профессиональном уровне в 1987—2002 годах, многократный чемпион Центральноамериканских игр, победитель и призёр ряда крупных международных стартов, рекордсмен страны в беге на 1500 метров, участник летних Олимпийских игр в Атланте.

## Биография
Луис Мартинес родился 19 ноября 1966 года.
Будучи студентом, в 1987 году представлял Гватемалу в беге на 800 и 1500 метров на Всемирной Универсиаде в Загребе.
В 1988 году бежал 800 и 1500 метров на иберо-американском чемпионате в Мехико.
В 1989 году на чемпионате Центральной Америки и Карибского бассейна в Сан-Хуане выиграл серебряную медаль в дисциплине 1500 метров, установив при этом ныне действующий рекорд Гватемалы — 3:44.44.
В 1990 году выиграл 800 и 1500 метров на Центральноамериканских играх в Тегусигальпе, тогда как на Центральноамериканских и Карибских играх в Мехико в тех же дисциплинах финишировал пятым и четвёртым соответственно.
В 1991 году стартовал в беге на 800 и 1500 метров на чемпионате мира в Токио, в обоих случаях не смог пройти дальше предварительных квалификационных этапов.
В 1992 году в дисциплинах 800 и 1500 метров представлял гватемальскую сборную на иберо-американском чемпионате в Севилье.
На Центральноамериканских и Карибских играх 1993 года в Понсе был пятым в беге на 1500 метров и в беге на 3000 метров с препятствиями.
В 1994 году на Центральноамериканских играх в Сан-Сальвадоре взял бронзу в дисциплине 800 метров, превзошёл всех соперников в дисциплине 1500 метров и в стипль-чезе на 3000 метров.
На Панамериканских играх 1995 года в Мар-дель-Плате стартовал в марафоне, с личным рекордом 2:18:11 пришёл к финишу восьмым.
Удостоился права защищать честь страны на летних Олимпийских играх в Атланте — в программе марафона показал время 2:29:55, расположившись в итоговом протоколе соревнований на 82-й строке.
В 1997 году в марафоне занял 50-е место на чемпионате мира в Афинах, победил на Центральноамериканских играх в Сан-Педро-Сула.
В 1998 году бежал марафон на Центральноамериканских и Карибских играх в Маракайбо, с результатом 2:39:14 финишировал седьмым.
В 2002 году отметился выступлением на домашнем иберо-американском чемпионате в Гватемале, где в беге на 1500 метров занял последнее 13-е место.
Приходится старшим братом титулованному ходоку Хулио Рене Мартинесу, участнику трёх Олимпийских игр.